# Inline-Speedskating-Weltmeisterschaften 2009
Nachdem die Schweiz (Weinfelden und Zürich) die Ausrichtung der Inline-Speedskating-Weltmeisterschaften zurückgezogen hatte, wurde Haining in China neuer Austragungsort. Die Wettkämpfe wurden vom 16. bis 27. September ausgetragen.
Die erfolgreichsten Teilnehmer waren Jercy Puello mit fünf Goldmedaillen bei den Frauen und Joey Mantia mit sieben Goldmedaillen bei den Männern. Die beste deutsche Teilnehmerin Sabine Berg gewann insgesamt drei Goldmedaillen.

## Frauen
| Distanz              | Gold                                                       | Silber                                                  | Bronze                                                  |
| Bahn                 | Bahn                                                       | Bahn                                                    | Bahn                                                    |
| -------------------- | ---------------------------------------------------------- | ------------------------------------------------------- | ------------------------------------------------------- |
| 300 m Einzelsprint   | Jercy Puello                                               | Ju-Hee Im                                               | Jin-Seon Lim                                            |
| 500 m Sprint         | Jercy Puello                                               | Huang Yuting                                            | Jin-Seon Lim                                            |
| 1000 m Sprint        | Huang Yuting                                               | Ju-Hee Im                                               | Nicole Begg                                             |
| 10000 m Punkte-Auss. | Hyo-Sook Woo                                               | Simona di Eugenio                                       | Nicole Begg                                             |
| 15000 m Ausscheidung | Laura Lardani                                              | Hyo-Sook Woo                                            | Nicole Begg                                             |
| 3000 m Staffel       | Kolumbien Marta Lucia Ramirez Brigitte Mendez Jercy Puello | Argentinien Melisa Bonnet Natalia Artero Silvina Posada | Südkorea Ju-Hee Im Jin-Seon Lim Hyo-Sook Woo            |
| Straße               |                                                            |                                                         |                                                         |
| 200 m Einzelsprint   | Jercy Puello                                               | Nicoletta Falcone                                       | Victoria Rodriguez Lopez                                |
| 500 m Sprint         | Jercy Puello                                               | Estefania Cuervo                                        | Victoria Rodriguez Lopez                                |
| 10000 m Punkte       | Hyo-Sook Woo                                               | Yang Hezhen                                             | Mareike Thum                                            |
| 20000 m Ausscheidung | Sabine Berg                                                | Brigitte Mendez                                         | Pan Yizhen                                              |
| 5000 m Staffel       | Deutschland Sabine Berg Jana Gegner Mareike Thum           | Südkorea Hyo-Sook Woo Ju-Hee Im Da-som Lee              | Argentinien Natalia Artero Melisa Bonnet Silvina Posada |
| Langstrecke          |                                                            |                                                         |                                                         |
| 42195 m Marathon     | Sabine Berg                                                | Natalia Artero                                          | Jana Gegner                                             |

## Männer
| Distanz              | Gold                                                                   | Silber                                               | Bronze                                          |
| Bahn                 | Bahn                                                                   | Bahn                                                 | Bahn                                            |
| -------------------- | ---------------------------------------------------------------------- | ---------------------------------------------------- | ----------------------------------------------- |
| 300 m Einzelsprint   | Joey Mantia                                                            | Pedro Causil                                         | Luo Weilin                                      |
| 500 m Sprint         | Luo Weilin                                                             | Andres Muñoz                                         | Joey Mantia                                     |
| 1000 m Sprint        | Joey Mantia                                                            | Luo Weilin                                           | Yoo-Jong Nam                                    |
| 10000 m Punkte-Auss. | Bart Swings                                                            | Matteo Amabili                                       | Geun-Seong Son                                  |
| 15000 m Ausscheidung | Joey Mantia                                                            | Yoo-Jong Nam                                         | Matteo Amabili                                  |
| 3000 m Staffel       | Vereinigte Staaten Joey Mantia William Edgar Bowen James Michael Cheek | Kolumbien Andres Muñoz Pedro Causil Jorge Cifuentes  | Taiwan Luo Weilin Zhang Jiahao Liu Mingxian     |
| Straße               |                                                                        |                                                      |                                                 |
| 200 m Einzelsprint   | Wouter Hebbrecht                                                       | Pedro Causil                                         | Joey Mantia                                     |
| 500 m Sprint         | Andres Muñoz                                                           | William Edgar Bowen                                  | Yann Lepivert                                   |
| 10000 m Punkte       | Yoo-Jong Nam                                                           | Joey Mantia                                          | Fabio Francolini                                |
| 20000 m Ausscheidung | Joey Mantia                                                            | Bart Swings                                          | Peter Michael                                   |
| 5000 m Staffel       | Vereinigte Staaten Joey Mantia William Edgar Bowen James Michael Cheek | Kolumbien Andres Muñoz Nelson Garzon Jorge Cifuentes | Neuseeland Kalon Dobbin Peter Michael Reyon Kay |
| Langstrecke          |                                                                        |                                                      |                                                 |
| 42195 m Marathon     | Joey Mantia                                                            | Reyon Kay                                            | Felix Rijhnen                                   |

## Medaillenspiegel
| Platz | Land               | Gold | Silber | Bronze | Gesamt |
| ----- | ------------------ | ---- | ------ | ------ | ------ |
| 1.    | Vereinigte Staaten | 7    | 2      | 2      | 11     |
| 2.    | Kolumbien          | 6    | 7      | 0      | 13     |
| 3.    | Südkorea           | 3    | 5      | 5      | 13     |
| 4.    | Deutschland        | 3    | 0      | 3      | 6      |
| 5.    | Chinesisch Taipeh  | 2    | 3      | 3      | 8      |
| 6.    | Belgien            | 2    | 1      | 0      | 3      |
| 7.    | Italien            | 1    | 3      | 2      | 6      |
| 8.    | Argentinien        | 0    | 2      | 3      | 5      |
| 9.    | Neuseeland         | 0    | 1      | 5      | 6      |
| 10.   | Frankreich         | 0    | 0      | 1      | 1      |